# Pravoslavna episkopska konferencija Italije i Malte
Pravoslavna episkopska konferencija Italije i Malte (it. Conferenza episcopale ortodossa d'Italia e Malta — CEOIM) je koordinacijsko tijelo pravoslavnih episkopa, svih pravoslavnih crkava koje djeluju na teritoriju Italije i Malte.

## Sastav
- mitropolit Italije i Malte - Genadije (Carigradska patrijarhija)
- episkop korsunski - Nestor (Moskovska patrijarhija)
- episkop remezijanski - Andrej (Srpska patrijarhija)
- episkop talijanski - Siluan (Rumunska patrijarhija)
- episkop konstantijski - Antonije (Bugarska patrijarhija).

## Povijest
Prvi sastanak Arhijerejskog sabora Italije i Malte održan je od 15. do 17. studenog 2009. godine. Na sastanku je odlučeno pripremanje nacrta podzakonskih akata za potrebe episkopske suradnje u Italiji i na Malti.
Na poziv Gennadiosa Zervósa, mitropolita Italije i Malte, 31. ožujka 2010. u Veneciji u zgradi mitropolije Carigradske patrijarhije, održan je drugi sastanak kanonskih pravoslavnih episkopa u Italiji i Malti. Na sastanku je razmatran nacrt podzakonskih akata predloženih na prvom sastanku. Dana 17. studenog 2011. u Veneciji održan je treći sastanak Pravoslavne episkopske konferencije Italije i Malte.